# 京都市交通局20系電車
京都市交通局20系電車（きょうとしこうつうきょく20けいでんしゃ）は、京都市交通局（京都市営地下鉄）が烏丸線向けに導入している通勤形電車である。

## 概要
京都市営地下鉄烏丸線を運営する京都市交通局は、烏丸線で使用している10系電車20編成のうち、開業当初から使用している9編成を対象に、2021年（令和3年）から2025年（令和7年）にかけて新型車両に置き換えられる。
新型車両により一層親しみをもってもらうため、外観及び内装デザインを京都市民や利用者の投票によって決定することになった。その結果、外観は「前面の造形に曲面を多用した、より近未来的なイメージのデザイン」、内装は「華やかで雅なカラーデザイン」が選ばれた。
烏丸線の車両では開業以来初となる新型車両として、2021年（令和3年）7月26日から第1編成が、竹田車両基地に搬入された。その後、同年8月17日に関係者向けの車両見学会が竹田車両基地にて行われ、同年10月17日には、京都市内在住または通勤・通学している人を対象とした車両見学会が開催された。
2022年（令和4年）3月26日から烏丸線で営業運転を開始し、同年4月12日から近鉄京都線への直通営業運転を開始した。また、同年4月17日に初めて営業運転で近鉄奈良駅に乗り入れた。
日本デザイン振興会よりバリアフリーや情報提供という点の進化において評価され、2022年度グッドデザイン賞を受賞した。また、2023年（令和5年）には鉄道友の会より京都市交通局の車両としては史上初となるローレル賞を受賞した。

### 車体
機能や保守性・製造性を満たしながら、京都らしさを兼ね備えたデザインを採用している。無塗装のアルミニウム合金製ダブルスキン構造であり、9割以上構体の合金種別を統一（モノアロイ化）することで、廃車時の分別の手間の軽減してリサイクル性の向上や環境負荷の低減を図っている。側部・屋根の構体溶接箇所にレーザ・MIGハイブリッド溶接を用いることで溶接精度の向上と歪みの低減を図っている。側部構体は国内では最大級の大型型材を採用に加え、台枠の外側まで被せる構造とすることで出来る限り溶接箇所を減らしている。先頭部構体は、アルミニウム合金の骨組と外板で構成された骨皮構造を基本に、主部に削り出し材を使用することで、溶接による歪みの低減や外観の仕上がり向上を図っている。また、前頭部に厚肉の主要部材を格子状に配置することで従来車の10系と同等以上の強固な構造を実現している。
乗降扉はバリアフリー向上のため、従来車である10系1・2次車よりも60 mm下げ、扉下部の形状（クツズリ）をホーム側に傾斜させることでホームと車両との段差の低減を図っている。

シルバーと緑色を基調とした10系の配色を引き継ぎつつ、前面に緩やかな丸みを施した。可動式ホーム柵で隠れないように、従来は側面窓の下に配置していた交通局章と車両番号を窓の横に移動している。1・6号車の外装に取り付けられた「市交通局章」は、立体的なものや浮彫状に装飾を打ち出す金属工芸の鎚起の技法を活用することで、京都ならではの地下鉄を演出している。

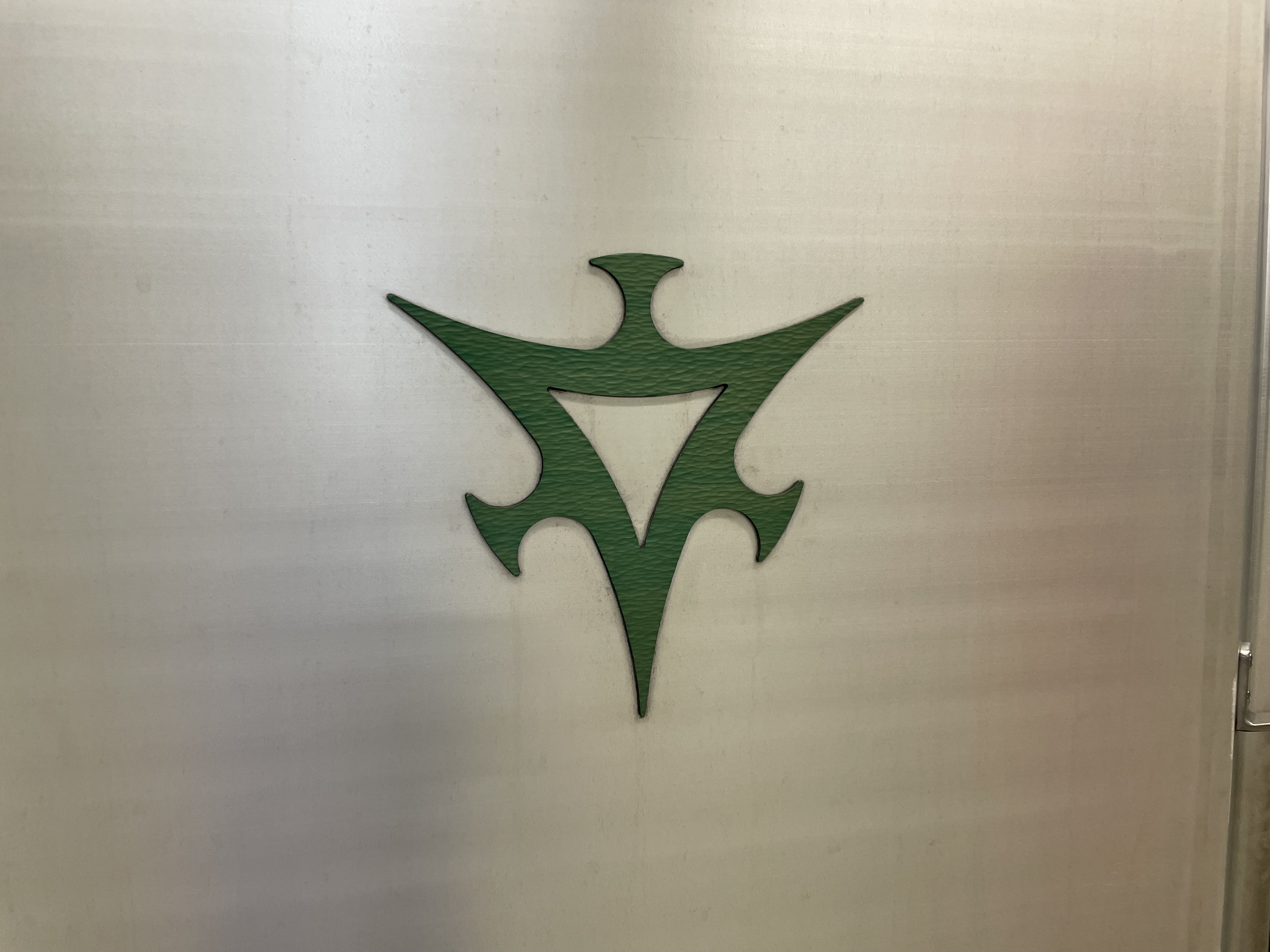
市交通局章
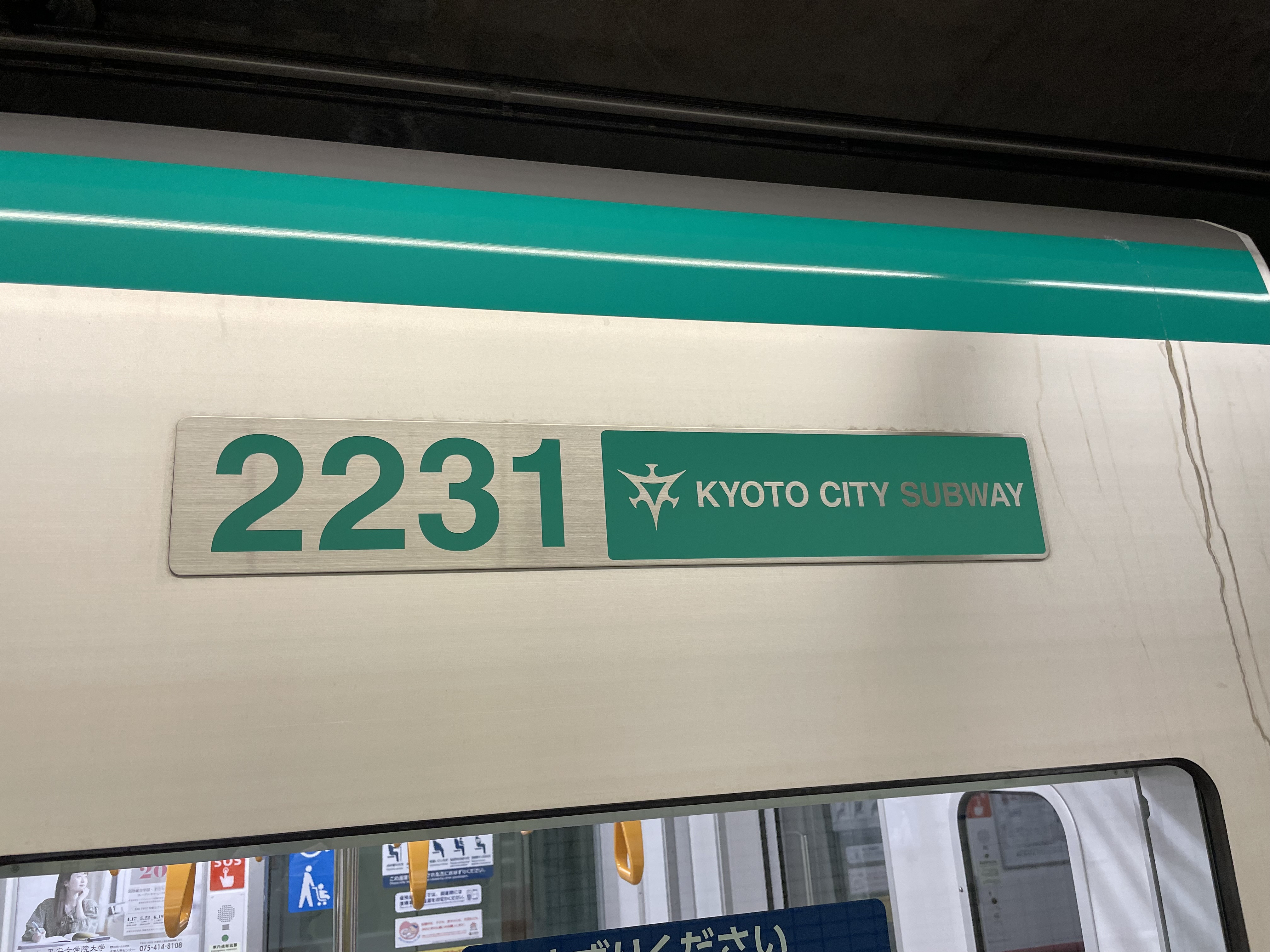
車体番号
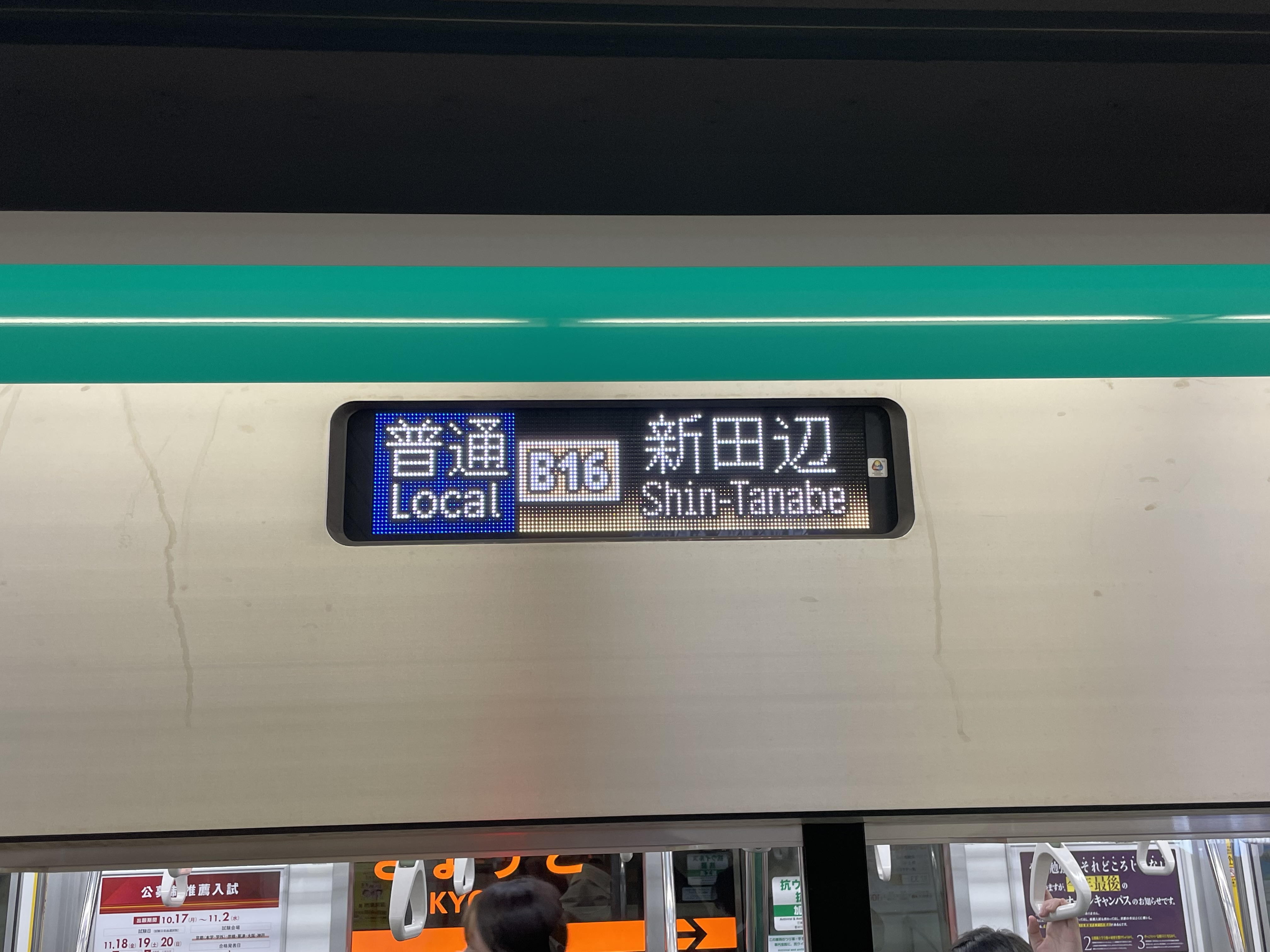
行き先表示器

### 車内
1・6号車の乗務員室直後の箇所は「おもいやりエリア」として車椅子・ベビーカー利用者のほか、大きな荷物を持つ人への配慮をしている。中央部には西武40000系電車の10号車「パートナーゾーン」と同様の「立ち掛けシート」と呼ばれる、軽く腰掛けるための設備があり、その周辺は余裕をもって車椅子やベビーカーを置くことができる。窓側には、子どもや車椅子の人でもつかみやすいように上下2段の横手摺の他に、縦手摺を設けて車両が揺れた際に手で体を保持しやすい構造となっている。中央部の「立ち掛けシート」には、ガラス張りの素材飾り付けスペースを設置しており、第1編成の1号車は西陣織、6号車は京友禅が、第2編成の1号車は京仏具、6号車は京焼・清水焼が、第3編成の1号車は京扇子、6号車は京漆器、第4編成の1号車は京鹿の子絞、6号車は京表具、第5編成の1号車は京銘竹・京竹工芸、6号車は京七宝の飾り付けがなされている。中間車においても、各車に2箇所ずつ車椅子・ベビーカースペースを設けてバリアフリー性に優れた車両の実現を図っている。
座席は側出入口間は6人掛け、車端部は4人掛け、幅460 mmの片持ち式ロングシートを採用し、1人あたりの座席幅を従来車より30 mm拡大している。「京都ならではの地下鉄に」を基に、一般座席は若草色、優先座席は茜色として識別しやすくし、菱形の花びらを集めた柄である「幸菱」で表現している。また、安全性・快適性向上のためスタンションポールや大型の袖仕切を設けている。
2 - 5号車に設置されているつり革のサヤ（スリーブ）には北山杉を使用し、京くみひもで飾り付けをしている。
1・6号車に設置されている車号標記・事業者標記の銘板には、小さな金鎚で純金銀をはめ込む京象嵌の技法を活用し、標記銘板の四隅には、有職文様で縁起が良いとされている幸菱を施している。
乗降扉のドアは、空気式の戸閉め装置とし、利用者の手荷物や衣類等が挟まれた際に引き抜きが容易に出来るように弱め制御機能を設けている。また、各乗降扉上に京都市営地下鉄の新造車両では初めて、ドア開閉表示灯と液晶ディスプレイ（車内案内表示装置）が設置しており、側面表示器と共に4カ国語表示に対応しており、緊急時の案内も行われる。また、自動放送装置は4カ国語の緊急案内放送に対応し、車両ごとに騒音レベルを検知して、騒音が大きい際は自動的に放送音圧を増大される機能を付与している。
空調装置は三菱電機で集約分散式のCU787形とし、1基あたりの能力が25.58 kW（22,000 kcal/h）の装置を各車両に2基搭載する（1両あたり51.16 kW・44,000 kcal/h）。2019年に発生した新型コロナウイルス感染症（COVID-19）を受け、新鮮外気導入による換気機能付きとした。

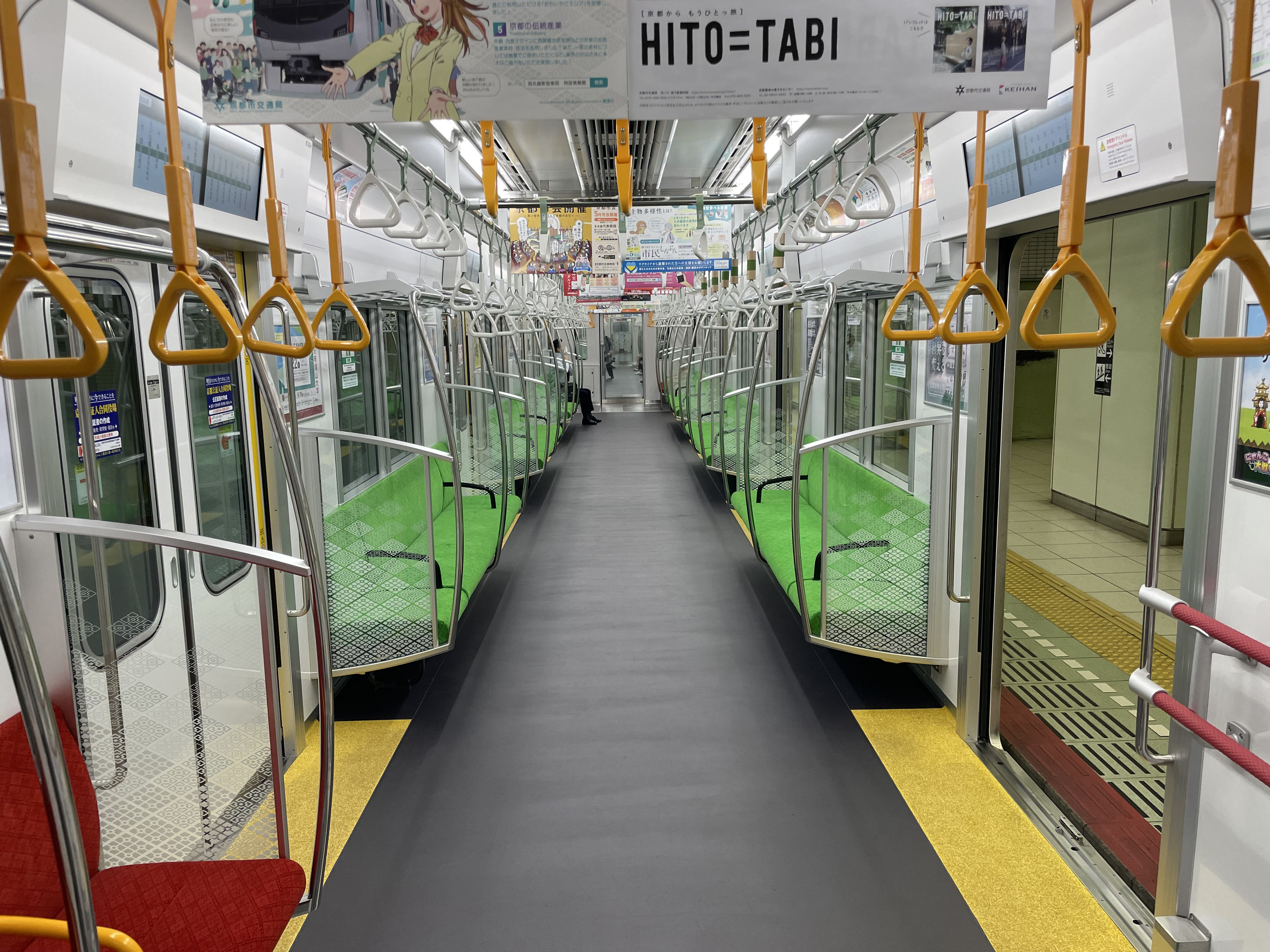
車内
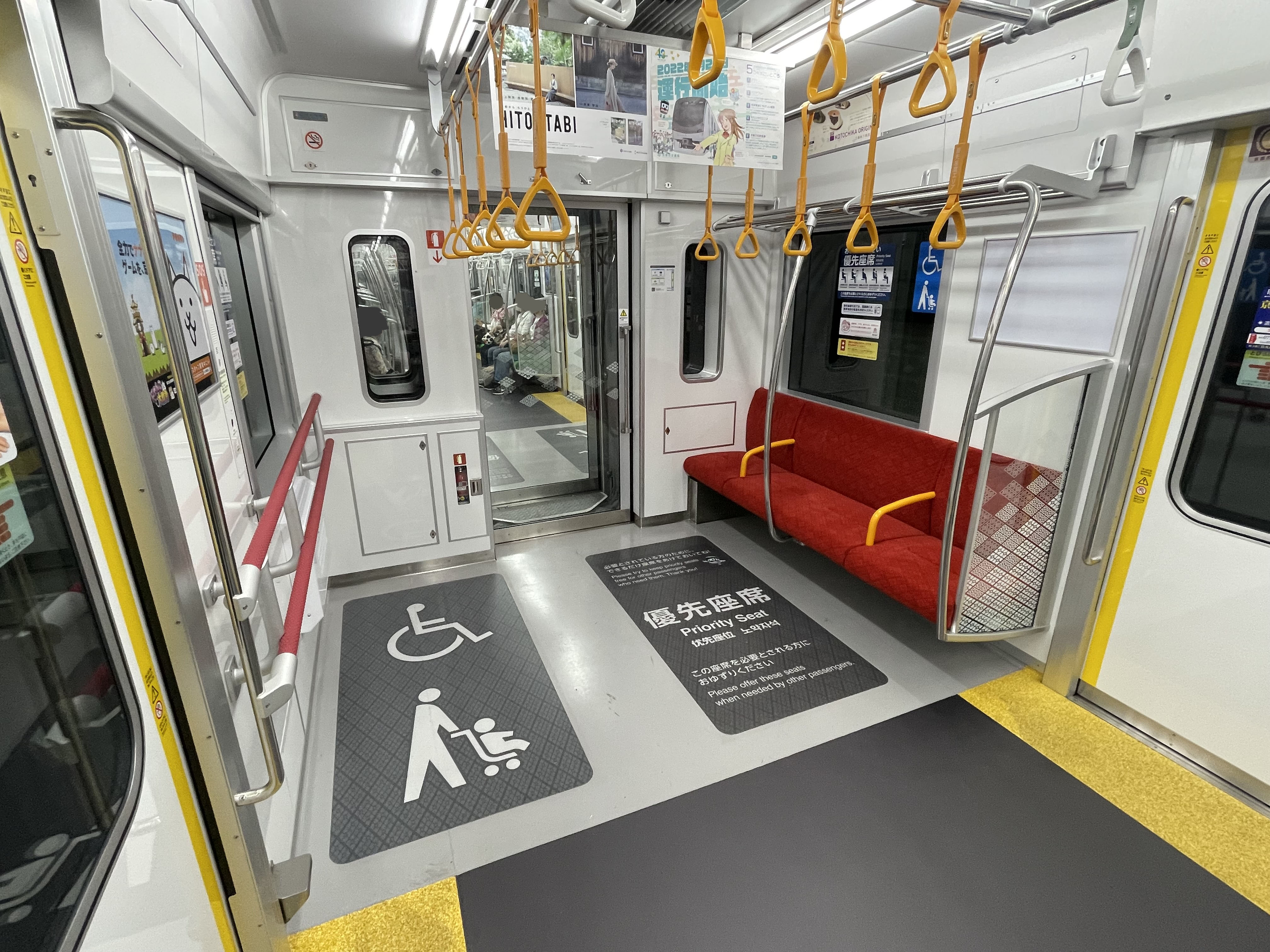
優先席
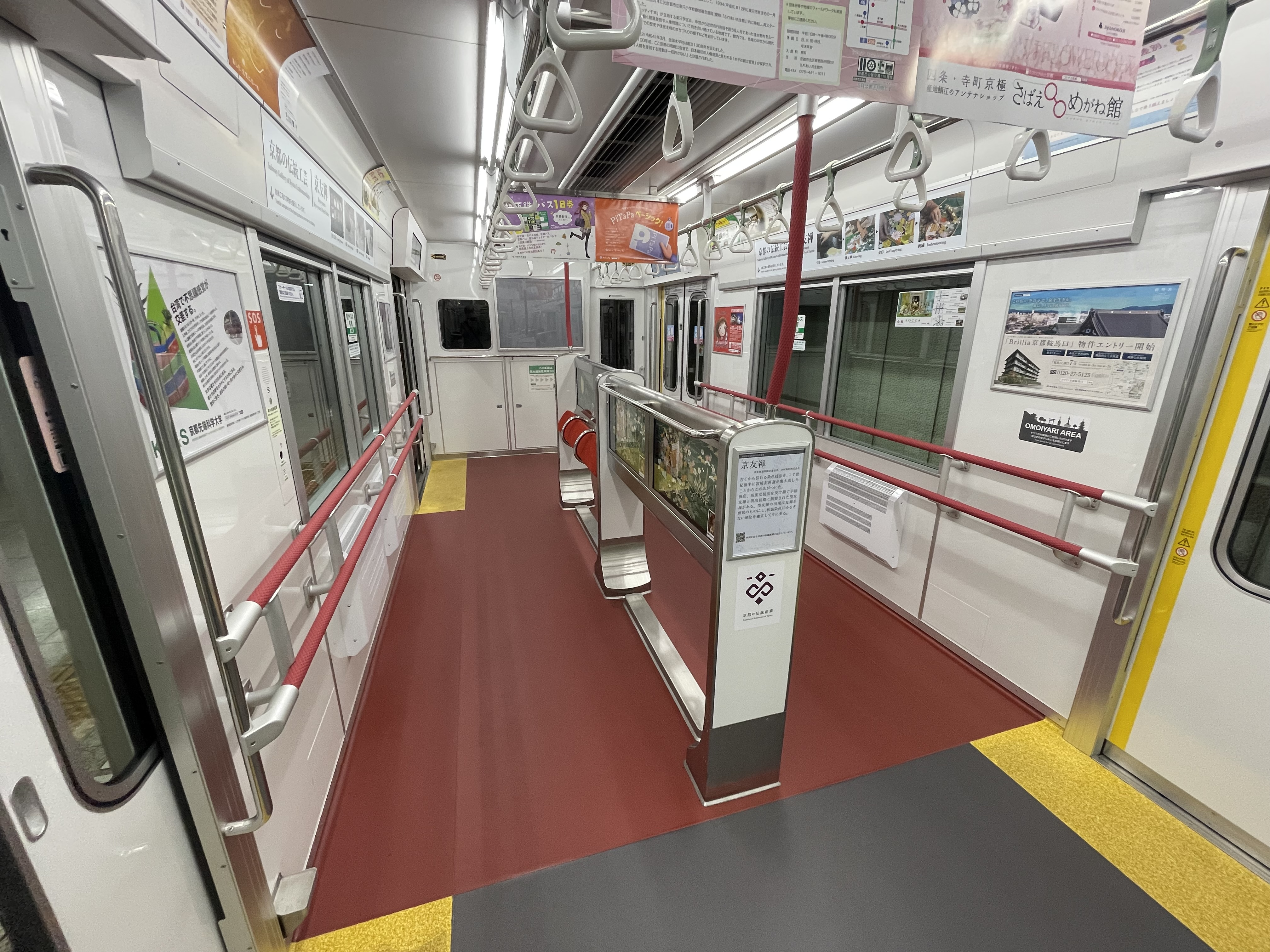
おもいやりエリア
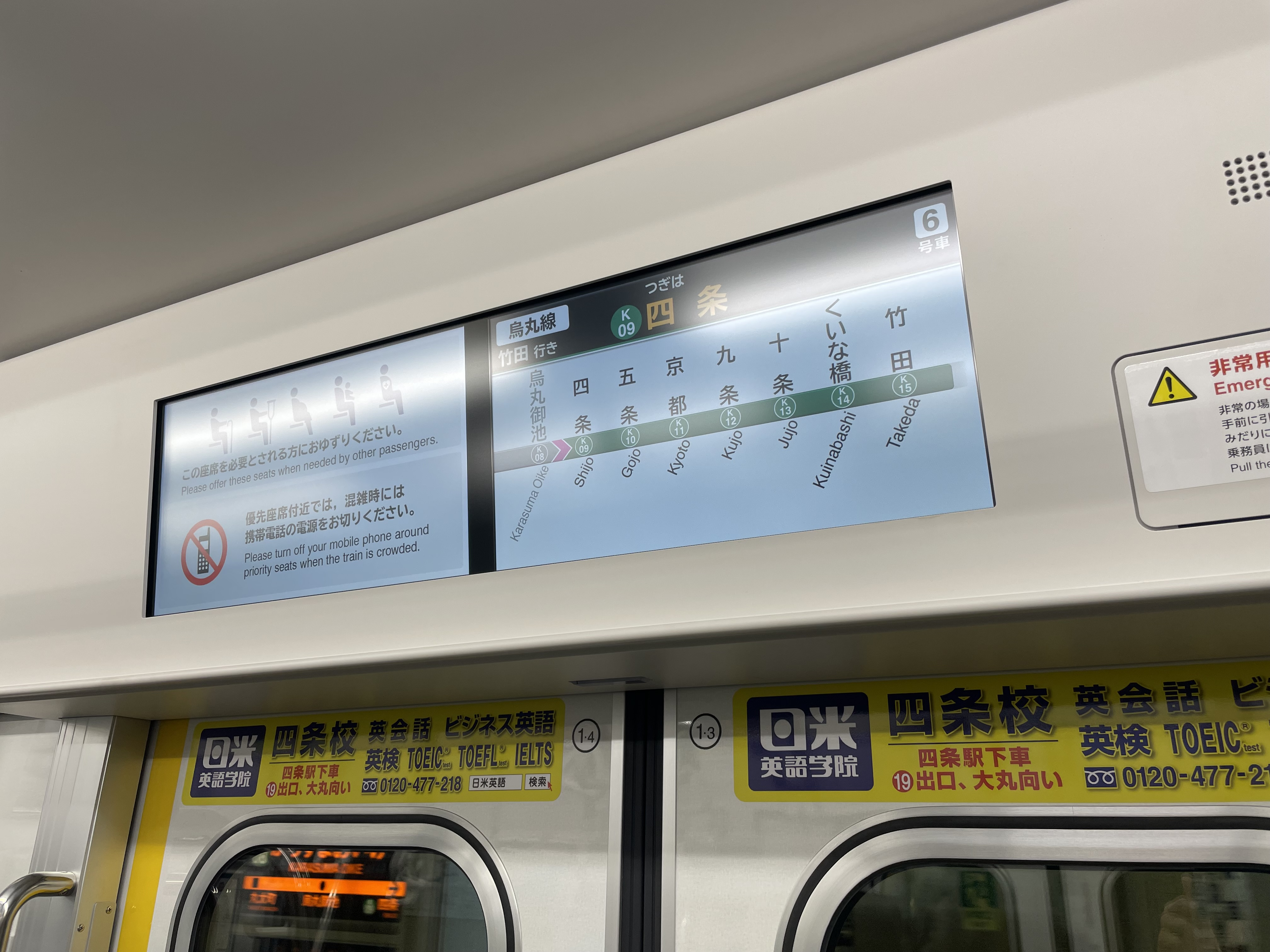
液晶ディスプレイ
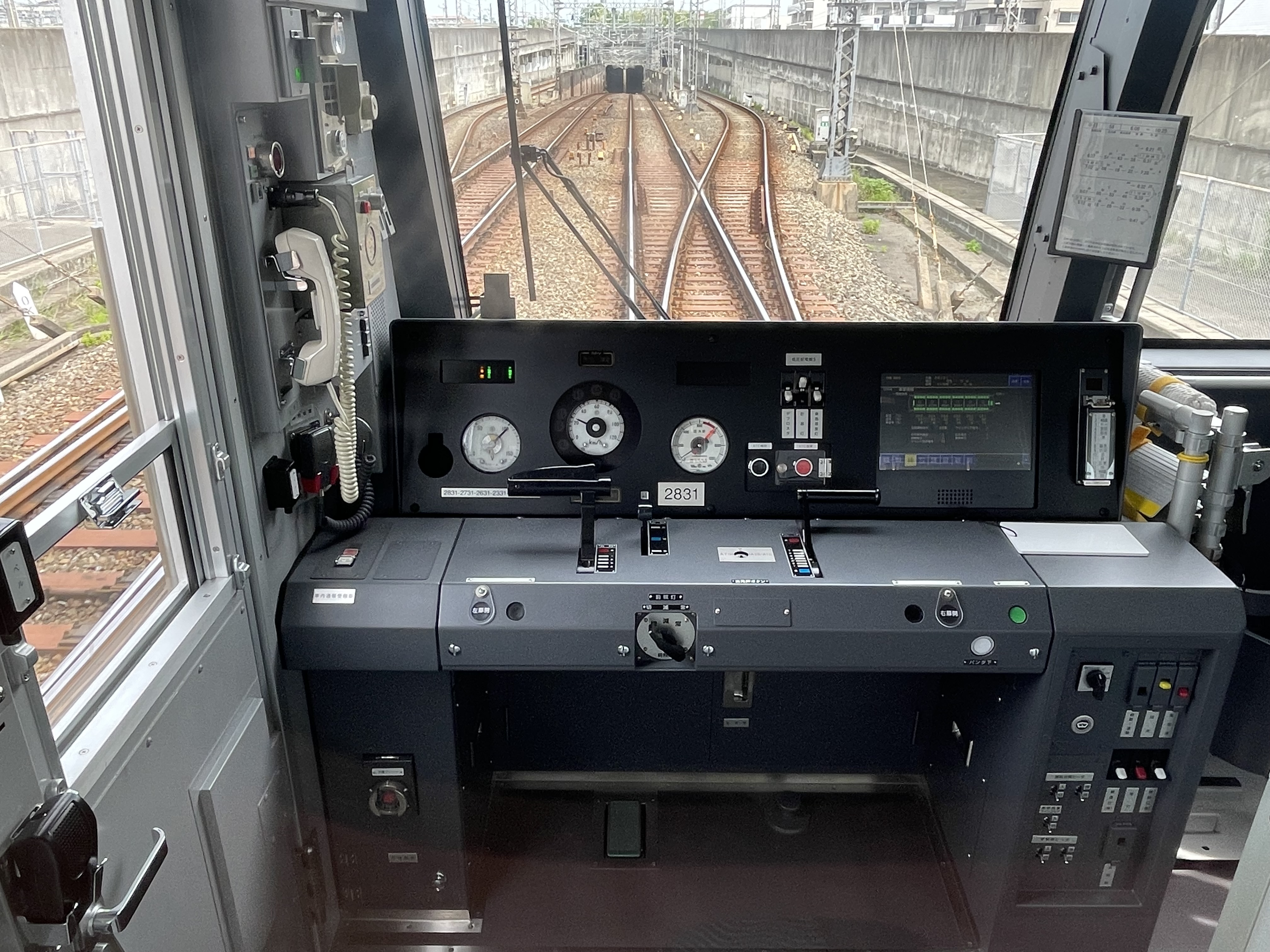
運転台

### 走行機器など
制御装置は三菱電機製の3レベルSiCハイブリッドモジュール（1,700V - 1,200A）適用IGBT素子によるVVVFインバータ制御方式である。制御単位は1C4M2群制御方式であり、トルク制御はPGセンサレスのベクトル制御方式を採用する。純電気ブレーキ機能を準備工事している。主電動機は140 kW出力の全閉式かご形三相誘導電動機（MB-5156-A）を使用する。
補助電源装置はIGBT素子を使用した東芝インフラシステムズ製150 kVA出力の静止形インバータ (SIV) を採用しており、6両編成中2台のSIVが出力する交流波型を同期させて並列接続する「並列同期運転」方式とし、出力電圧は三相交流440Vである。空気圧縮機 (CP) は潤滑油が不要な三菱電機製のオイルフリースクロール式コンプレッサ（URC1400HD-I形）を搭載する。
台車は日本製鉄製のモノリンク式軸箱支持の軽量ボルスタレス台車を使用しており、電動台車はSS188M形・付随台車はSS188T形と称する。基礎ブレーキは片押し式のユニットブレーキを使用する。
保安装置は車内信号式ATC（自動列車制御装置）、近鉄線内で使用するATS（自動列車停止装置）を搭載するほか、将来対応としてトランスポンダ方式のATO（自動列車運転装置）を搭載している。

## 編成
車両番号は、千位の数字が20系の車系を示す2、百位の数字が車種を示しており、下2桁は製造番号（編成番号）を表している。将来の8両化に備えて、24XXと25XXは欠番となっている。

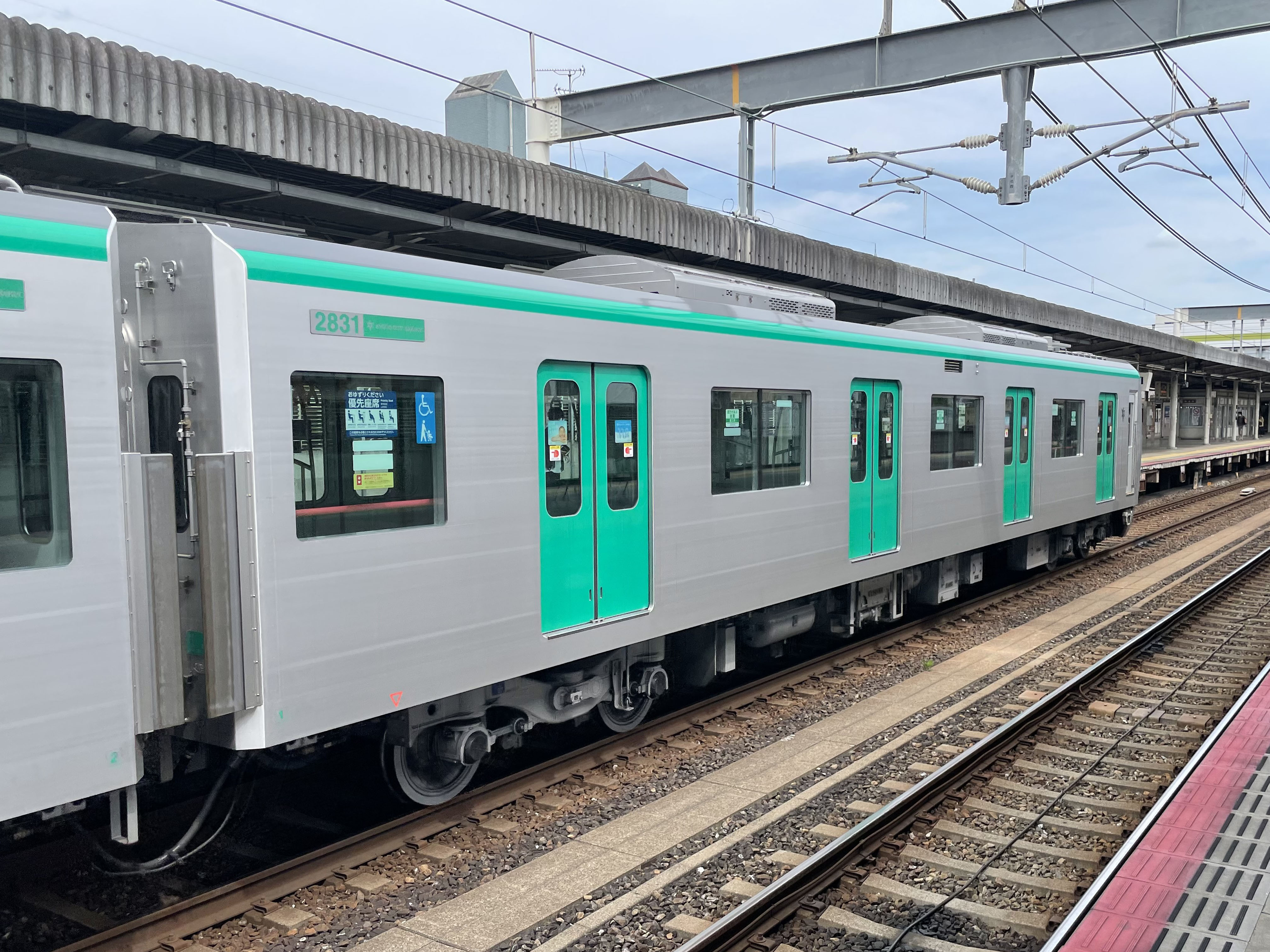
2800形2831
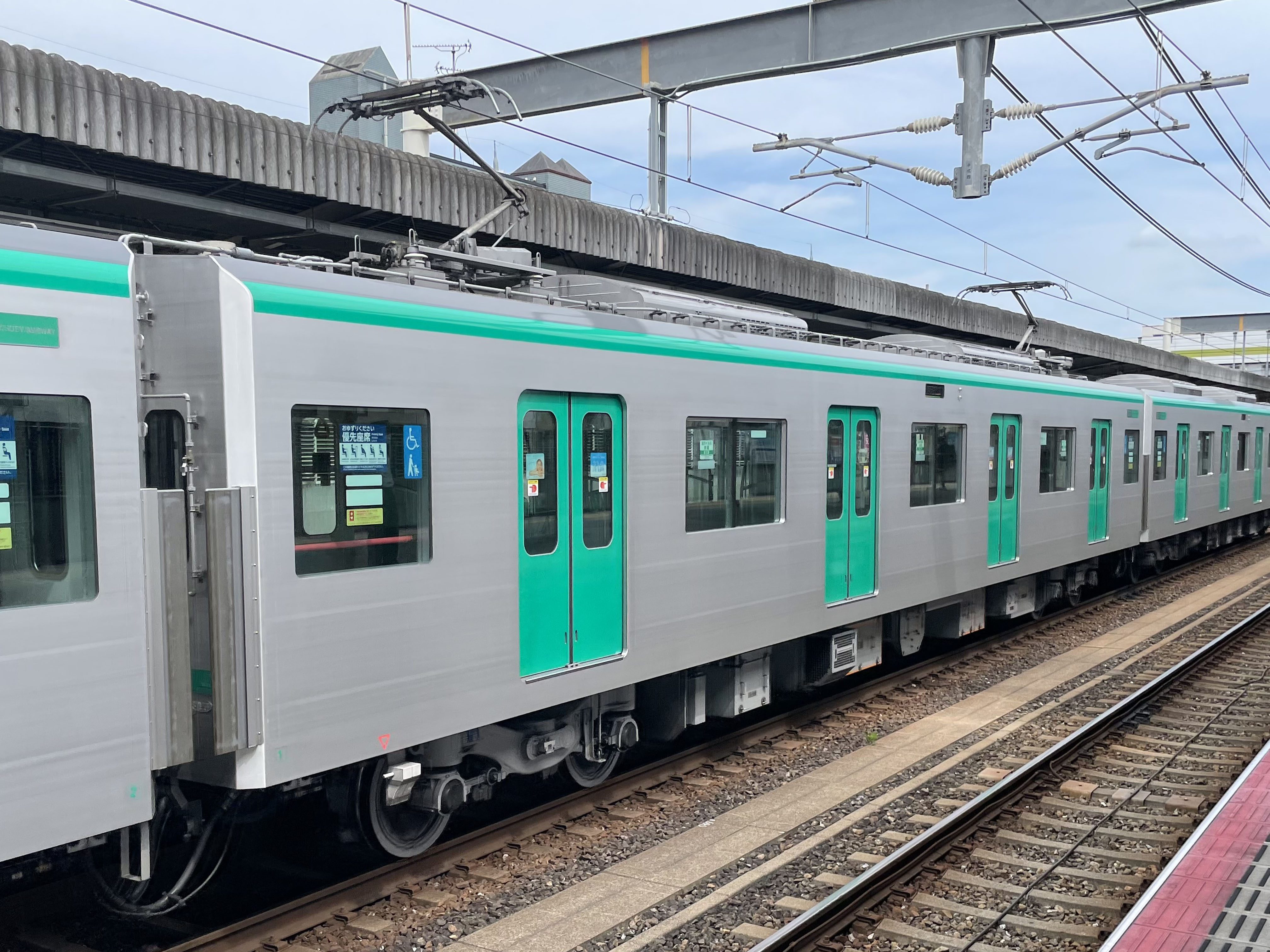
2700形2731
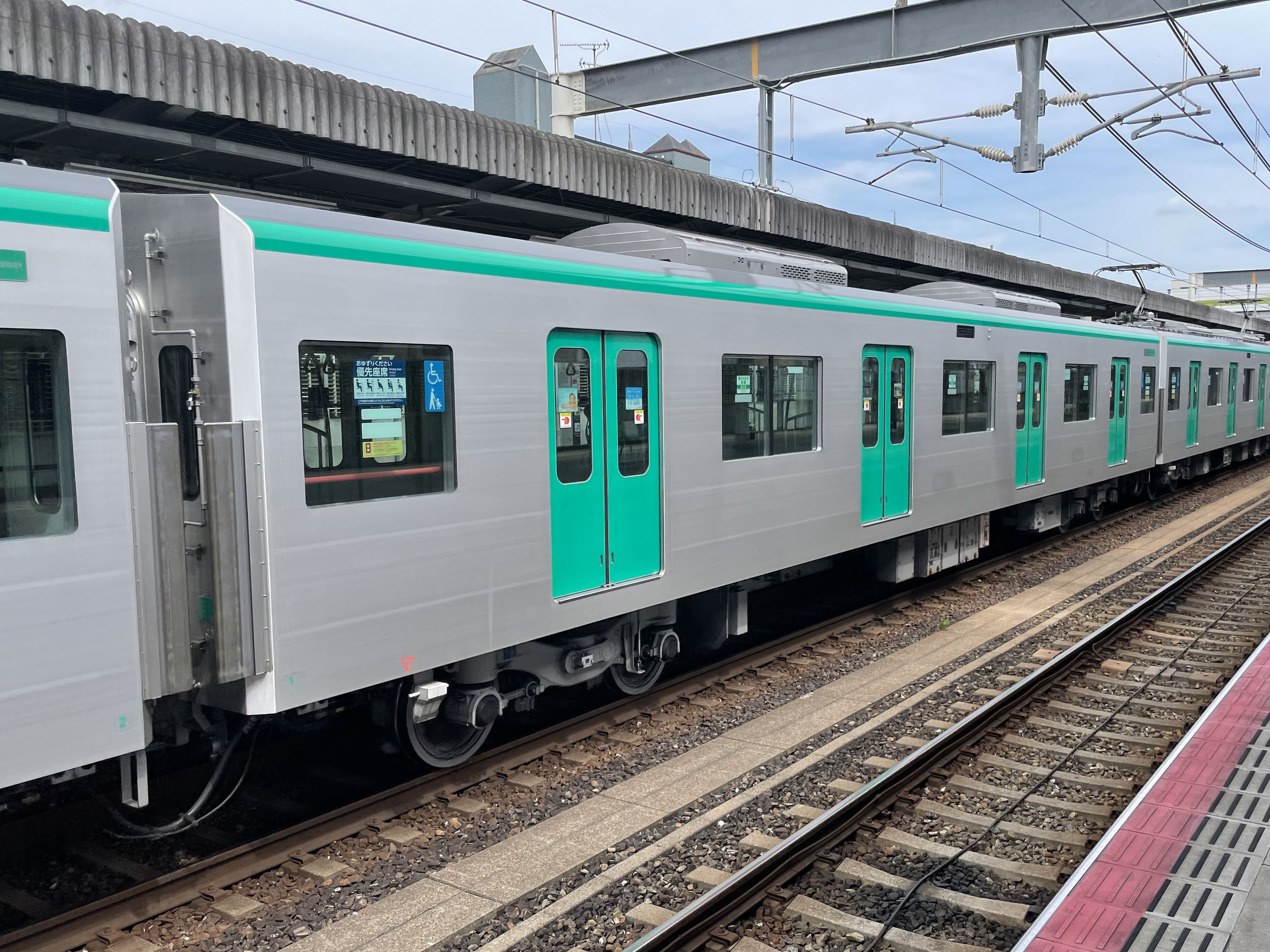
2600形2631
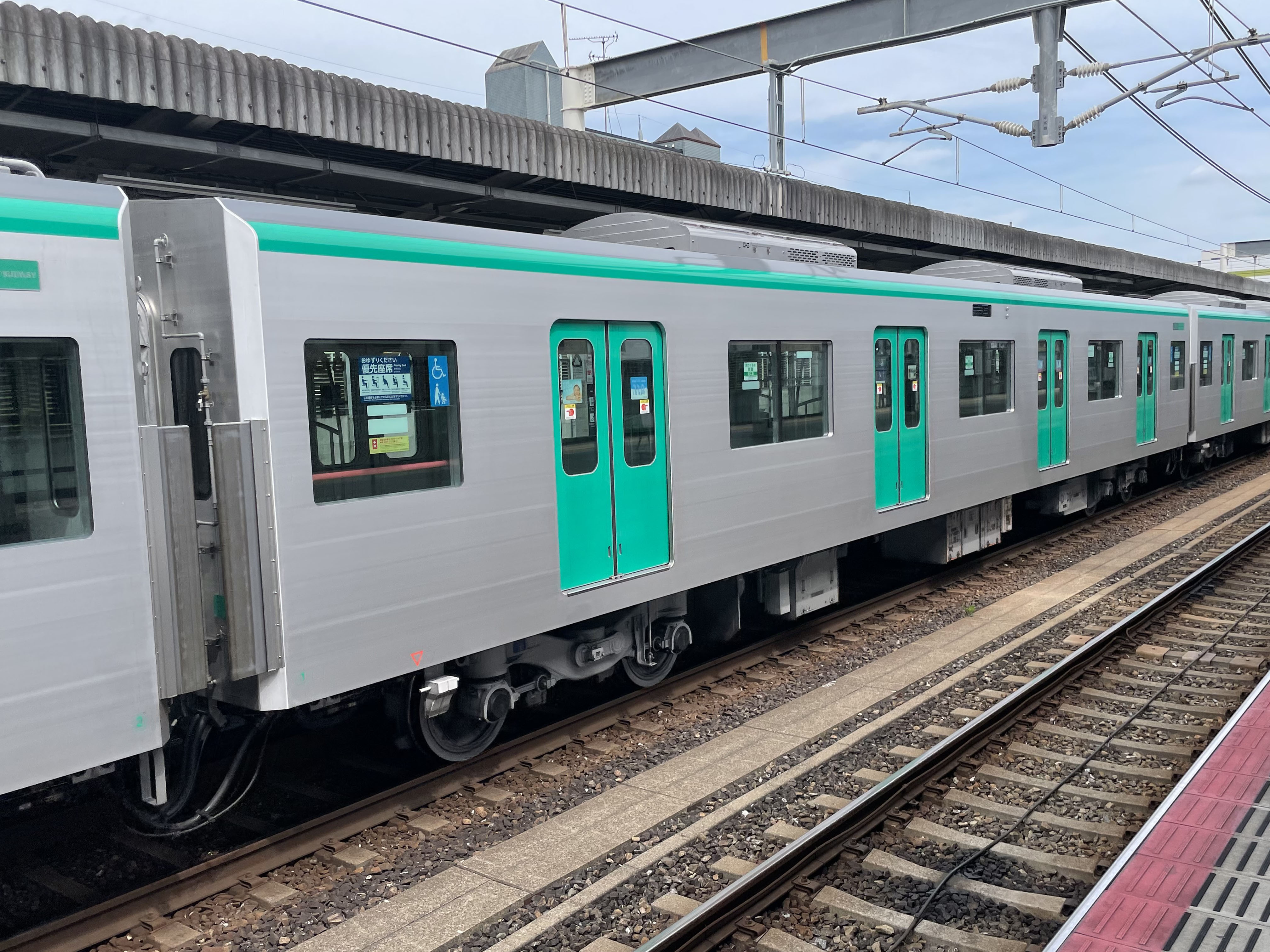
2300形2331
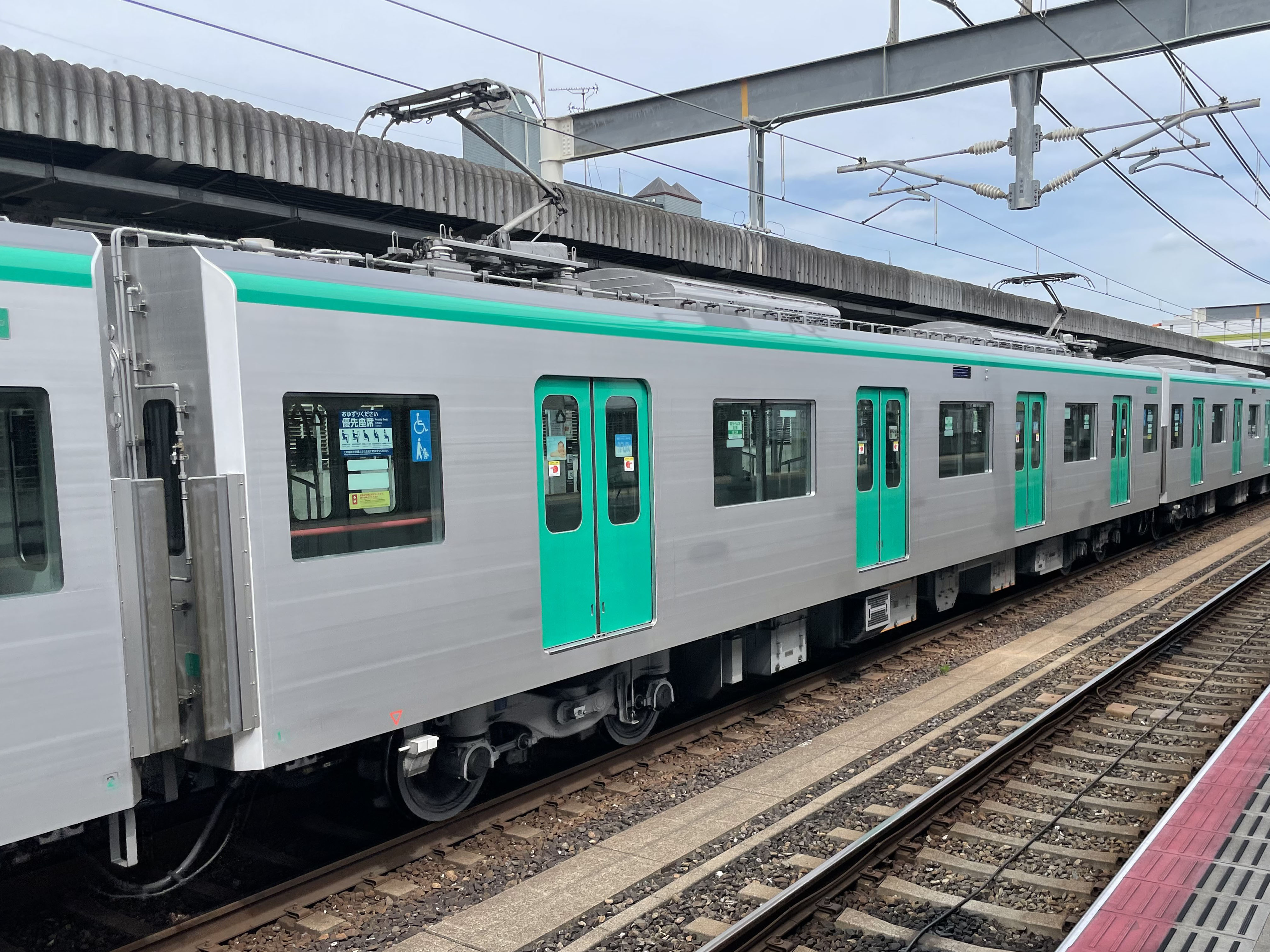
2200形2231
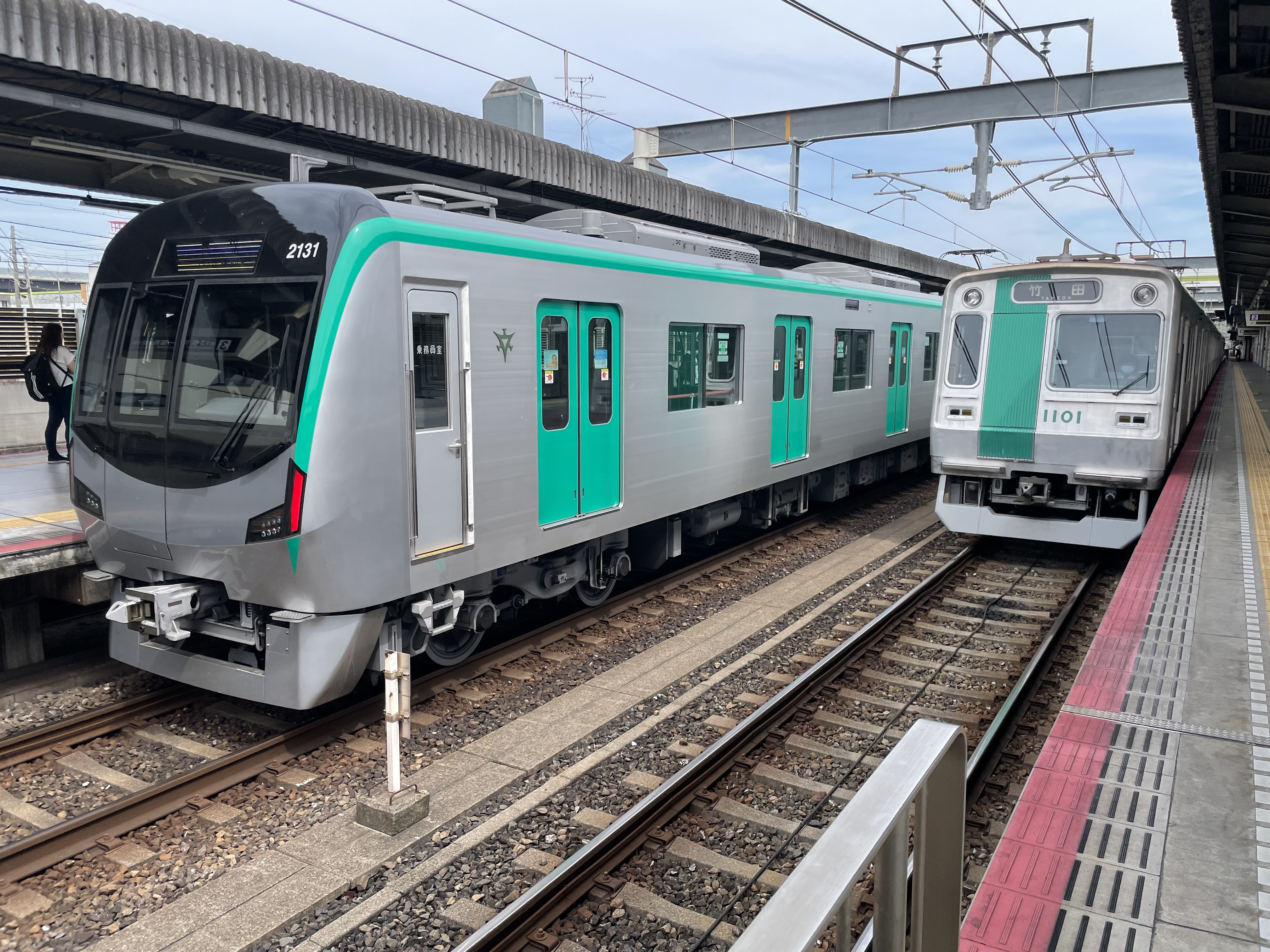
2100形2131

|          | ← 国際会館竹田・近鉄奈良 →         | ← 国際会館竹田・近鉄奈良 →         | ← 国際会館竹田・近鉄奈良 →         | ← 国際会館竹田・近鉄奈良 →         | ← 国際会館竹田・近鉄奈良 →         | ← 国際会館竹田・近鉄奈良 →         | 製造     | 営業開始日                                                                                         |
| 形式     | 2800                               | <0< 2700                           | 2600                               | 2300                               | <0< 2200                           | 2100                               | 製造     | 営業開始日                                                                                         |
| 区分     | TC2                                | M1'                                | M2'                                | M2                                 | M1                                 | TC1                                | 製造     | 営業開始日                                                                                         |
| 動輪軸   | ○○ ○○                              | ●● ●●                              | ●● ●●                              | ●● ●●                              | ●● ●●                              | ○○ ○○                              |          | |
| 車両番号 | 2831 2832 2833 2834 2835 2836 2837 | 2731 2732 2733 2734 2735 2736 2737 | 2631 2632 2633 2634 2635 2636 2637 | 2331 2332 2333 2334 2335 2336 2337 | 2231 2232 2233 2234 2235 2236 2237 | 2131 2132 2133 2134 2135 2136 2137 | 近畿車輛 | 2022年3月26日 2022年6月21日 2022年11月18日 2023年9月27日 2024年1月30日 2024年7月19日 2025年3月21日 |
| 搭載機器 | CP Bt                              | VVVF                               | SIV Bt                             | SIV                                | VVVF                               | CP Bt                              |          | |
| 自重     | 29.3                               | 34.8                               | 33.4                               | 33.0                               | 34.8                               | [ ※ 1 ]                            |          | |
| 定員     | 130                                | 143                                | 143                                | 143                                | 143                                | 130                                |          | |

注釈
1. ↑  塗油器有：29.5 t、塗油器無：29.3 t

備考
- <：パンタグラフ
- VVVF：制御装置（VVVFインバータ）
- SIV：補助電源装置（静止形インバータ）
- CP：電動空気圧縮機
- Bt：蓄電池

- 2800形2831
- 2700形2731
- 2600形2631
- 2300形2331
- 2200形2231
- 2100形2131